# سيسيل باركنسون
سيسيل باركنسون هو سياسي بريطاني، ولد في 1 سبتمبر 1931 في Carnforth ‏ في المملكة المتحدة، وتوفي في 22 يناير 2016 في مرليبون في المملكة المتحدة بسبب سرطان. نشط حزبياً في حزب المحافظين.

## مناصب
- في الانتخابات الفرعية في مجلس العموم البريطاني [الإنجليزية]‏، انتخب عضو البرلمان الخامس والأربعون للمملكة المتحدة  [لغات أخرى]‏ عن دائرة Enfield West (UK Parliament constituency) [الإنجليزية]‏ وقد انضم خلال فترته النيابية ‏ (19 نوفمبر 1970 – 8 فبراير 1974) للكتلة البرلمانية حزب المحافظين.
- في الانتخابات العامة في المملكة المتحدة فبراير 1974 [الإنجليزية]‏، انتخب عضو البرلمان السادس والأربعون للمملكة المتحدة  [لغات أخرى]‏ عن دائرة South Hertfordshire (UK Parliament constituency) [الإنجليزية]‏ وقد انضم خلال فترته النيابية ‏ (28 فبراير 1974 – 20 سبتمبر 1974) للكتلة البرلمانية حزب المحافظين.
- في الانتخابات العامة في المملكة المتحدة أكتوبر 1974 [الإنجليزية]‏، انتخب عضو البرلمان السابع والأربعون للمملكة المتحدة  [لغات أخرى]‏ عن دائرة South Hertfordshire (UK Parliament constituency) [الإنجليزية]‏ وقد انضم خلال فترته النيابية ‏ (10 أكتوبر 1974 – 7 أبريل 1979) للكتلة البرلمانية حزب المحافظين.
- في الانتخابات العامة للمملكة المتحدة 1979 [الإنجليزية]‏، انتخب عضو البرلمان الثامن والأربعون للمملكة المتحدة  [لغات أخرى]‏ عن دائرة South Hertfordshire (UK Parliament constituency) [الإنجليزية]‏ وقد انضم خلال فترته النيابية ‏ (3 مايو 1979 – 13 مايو 1983) للكتلة البرلمانية حزب المحافظين.
- في الانتخابات العمومية للمملكة المتحدة 1983 [الإنجليزية]‏، انتخب عضو البرلمان التاسع والأربعون للمملكة المتحدة  [لغات أخرى]‏ عن دائرة هيرتسمير وقد انضم خلال فترته النيابية ‏ (9 يونيو 1983 – 18 مايو 1987) للكتلة البرلمانية حزب المحافظين.
- في الانتخابات العمومية للمملكة المتحدة 1987 [الإنجليزية]‏، انتخب عضو البرلمان الخمسون للمملكة المتحدة  [لغات أخرى]‏ عن دائرة هيرتسمير وقد انضم خلال فترته النيابية ‏ (11 يونيو 1987 – 16 مارس 1992) للكتلة البرلمانية حزب المحافظين.
- انتخب عضو المجلس الخاص بالمملكة المتحدة  [لغات أخرى]‏.
- انتخب عضو مجلس اللوردات  [لغات أخرى]‏ (29 يونيو 1992 – 14 سبتمبر 2015).
- انتخب مسؤول الصرف العام [الإنجليزية]‏ (14 سبتمبر 1981 – 11 يونيو 1983).
- انتخب مستشار دوقية لانكستر [الإنجليزية]‏ (6 أبريل 1982 – 11 يونيو 1983).
- انتخب وزير الدولة للأعمال والتجارة [الإنجليزية]‏ (12 يونيو 1983 – 14 أكتوبر 1983).
- انتخب الأمين العام لحزب المحافظين [الإنجليزية]‏ (11 يونيو 1997 – 1 يونيو 1998).
- انتخب وزير الدولة للطاقة ‏ (13 يونيو 1987 – 24 يوليو 1989).
- انتخب وزير الدولة للنقل [الإنجليزية]‏ (24 يوليو 1989 – 28 نوفمبر 1990).

## وصلات خارجية
- سيسيل باركنسون على موقع مونزينجر (الألمانية)
- سيسيل باركنسون على موقع إن إن دي بي (الإنجليزية)